# Напад на југословенску амбасаду у Стокхолму
Напад на југословенску амбасаду у Стокхолму 1971. г. био је терористички напад који су извели хрватски сепаратисти повезани са усташким покретом. То се догодило 7. априла 1971. године у амбасади Социјалистичке Федеративне Републике Југославије у Стокхолму. Међу жртвама је био и Владимир Роловић, амбасадор, који је рањен у нападу, а недељу дана касније је преминуо.

## Историја
Два Југословена су 10. фебруара 1971. ушла у југословенски конзулат у Гетеборгу. Окупили су и обуздали сво особље Конзулата са ножевима и пиштољима. Два мушкарца, Благо Микулић и Иван Вујичевић, тражили су од југословенских власти да ослободе осуђеног Миљенка Хркаћа, који је био затворен у Југославији и да га са 20.000 долара у џепу доведу у Шпанију под контролом Франка. Уколико захтеви не би били испуњени, запослени у конзулату би били стрељани. После нешто више од једнодневне опсаде и безуспешних преговора са шведском полицијом, одустали су и ухапшени су.
Микулић и Вујичевић, који су припадали организацији "Јадран", односно Црној легији, касније су осуђени на три и по године затвора. Југословенски амбасадор у Стокхолму Владимир Роловић критиковао је у медијима шведску полицију и оценио да она није довољно озбиљно схватила терористичку претњу, тврдећи да хрватски сепаратисти припадају усташама, организацији која је током Другог светског рата сарађивала са нацистичком Немачком. Нападачи су тада у народу називани усташе.
Неколико месеци касније, 7. априла 1971. године, у југословенској амбасади на Страндвагену 7Б у Стокхолму, Миро Барешић и Анђелко Брајковић су упали у зграду и узели за таоца амбасадора Владимира Роловића (бивши пуковник ОЗНЕ ). Ударен је пиштољем по лицу и одвучен у његову собу. Мушкарци су Роловића везали за столицу, навукли му кожни каиш око врата и пуцали му у лице и стомак. Испаљено је неколико хитаца, један је пробио врата и ранио секретарицу амбасаде Миру Штемпилхар. Један од мушкараца је мокрио по рукама да би очистио Роловићеву крв, други је бацио Титов портрет кроз прозор. Службеник амбасаде који је покушао да побегне кроз прозор пребачен је у болницу. Када је полиција стигла, одмах је упала у зграду и натерала терористе да се предају. Амбасадор је, смртно рањен, лежао у локви крви на поду. Барешић и Брајковић су стајали у ћошку са подигнутим рукама. На изласку из зграде узвикивали су „Живела Независна Држава Хрватска“  и „живео Анте Павелић“. Барешић и Брајковић су рекли да припадају усташама  и такође су изјавили да су желели да казне Роловића због посете Канбери у Аустралији, где га је послало Министарство спољних послова Југославије да обавести аустралијску владу о усташким припадницима који су припремали терористичке акције у Југославији са њене територије.
Роловић је преминуо недељу дана касније  у Каролинској болници. Југословенска тајна служба је одувек тврдила да је Анте Стојанов, кога је Окружни суд у Стокхолму осудио за саучесништво у убиству, заправо био организатор напада и отмице авиона, што је Стојанов касније признао. Он је надгледао операцију из бара на Страндвагену. Анте Стојанов, осуђен је за саучесништво у убиству југословенског амбасадора, док је његов тада двадесетогодишњи рођак Миро Барешић заједно са Анђелком Брајковићем осуђен на доживотну казну затвора. Стојанов и друга двојица нападача, Маринко Лемо и Станислав Миличевић, су у истом процесу осуђени на затворску казну од две до четири године и депортацију. Шведска влада је сада била под великим притиском. Југословенски председник Јосип Броз Тито одмах је послао свог заменика министра спољних послова у Шведску. Побеснелог Милорада Пешића на аеродрому је дочекао државни секретар Таге Г. Петерсон. Током путовања према Стокхолму и премијеру Олофу Палмеу који га је чекао, шокираном Петерсону је речено како је заменик министра захтевао да се ухапшени исеку на комаде. Желео је да их што пре погубе у Шведској или бар одведу у Југославију да их убију.
Истрага шведске полиције 1971. године није открила да отмица Роловића није била циљ напада на југословенску амбасаду. Шведско-хрватски новинар Тончи Перцан показао је, након детаљног прегледа архивске грађе у Стокхолму 45 година касније, и након разговора са идејним творцем напада Антом Стојановим, да је то заиста био чин освете. Роловића је требало погубити. Југословенски агент Илија Станић је 1969. године у Шпанији убио усташког генерала Вјекослава Лубурића. Након Другог светског рата, Лубурић је побегао у Шпанију, где је био активан у Хрватском националном отпору, а Управа државне безбедности (УДБА) је интензивно трагала за хрватским националистима широм света. Напад у Стокхолму био је освета за убиство Лубурића. Пре него што је Роловић убијен, Барешић је на амбасадоров сто ставио фотографију Илије Станића; Била је то порука УДБИ и Титу да је освета завршена.

## Последице
Прва, и до сада једина, отмица авиона у Шведској, лета 130 Scandinavian Airlines System, догодила се на аеродрому Бултофта 15. септембра 1972. године. Отет је како би се захтевало да се пусте на слободу шесторица Хрвата који су били затворени због убиства југословенског амбасадора Роловића у Стокхолму 1971. године. Отмица авиона била је планирана пре напада на југословенску амбасаду. Стојанов је у интервјуу 2004. године рекао да би их другови, ако их ухвате, ослободили отмицом авиона.
Тројица Хрвата, Томислав Ребрина (36), Никола Лисац (44) и Рудолф Прскало (29), из фашистичког усташког покрета држали су као таоце 86 путника и 4 члана посаде. На крају, шесторо заточених терориста који су одведени у Малме замењено је за таоце који ће бити ослобођени. Отмичари су добили и пола милиона шведских круна, које су тражили. Седма особа умешана у убиство амбасадора одбила је да дође. Авион је полетео и одлетео за Мадрид. Отмичари и њихови другови су ухапшени и добили крајње симболичне казне, пре заштиту, у Шпанији која је тада била под ауторитарним режимом који је водио Франсиско Франко. На крају су пуштени и расути широм света. Неки су се вратили у Хрватску у вези са распадом Југославије.
Након изласка из шпанског затвора, Барешић је неколико година живео ласкавим животом. Радио је неколико година под лажним именом као телохранитељ парагвајског председника Алфреда Строеснера. Када је стигао у Сједињене Државе 1979. године, откривен је и изручен Шведској. Опет је створио наслове када је више пута штрајковао глађу како би му одредио време доживотне робије и избегао самицу. Године 1985. казна је преиначена на 18 година затвора, а 1987. Барешић је могао да напусти затвор Остеракер где је служио своју посљедњу казну. Депортован је из Шведске у Парагвај. Одатле се коначно вратио у Хрватску. Барешић је погинуо у акцији у јулу 1991. године, али је хрватска влада више од годину дана чувала његову смрт у тајности да не би потонуо морал Хрватске војске. Постхумно је постављен или за генерала  или за мајора. У Хрватску се вратио и Анђелко Брајковић који је после рата пензионисан у чину пуковника.
И у вези са убиством амбасадора Роловића и после отмице авиона, дипломатска ситуација између Шведске и Југославије била је напета. Многи Југословени су тврдили да шведска влада никада није смела ослободити хрватске терористе. Два напада такође су изазвала велику забринутост међу бројним југословенским имигрантима у Шведској. Међутим, као резултат убиства Роловића, пооштрена је казна за недозвољено поседовање оружја и злочине против оружја у Шведској. Године 1973. усвојен је закон о тероризму који се много причао, који је Шведској служби безбедности дао већа овлашћења. Између осталог, ШСБ сада може легално да прислушкује телефоне осумњичених и отвори њихову пошту. Закон је такође дао ШСБ-у право да протера страног држављанина "с обзиром на оно што се зна о претходним активностима странца".
Стојанов је једном новинару 2004. рекао да сматра да је убиство амбасадора и отмица авиона почетак "хрватске борбе за независност".